# Pinsà de Darwin gris
El pinsà de Darwin gris (Certhidea fusca) és un ocell de la família dels tràupids (Thraupidae).

## Hàbitat i distribució
Habita boscos i matolls de les illes Genovesa, San Cristóbal, Santa Fe, Española i Floreana, a les illes Galápagos.